# Houston, Skottland
Houston är en ort i Storbritannien.   Den ligger i kommunen Renfrewshire och riksdelen Skottland, i den nordvästra delen av landet, 600 km nordväst om huvudstaden London. Houston ligger 41 meter över havet och antalet invånare är 7 031.
Terrängen runt Houston är kuperad söderut, men norrut är den platt. Runt Houston är det tätbefolkat, med 397 invånare per kvadratkilometer. Närmaste större samhälle är Glasgow, 18,3 km öster om Houston. Trakten runt Houston består i huvudsak av gräsmarker.